# Zona coixí

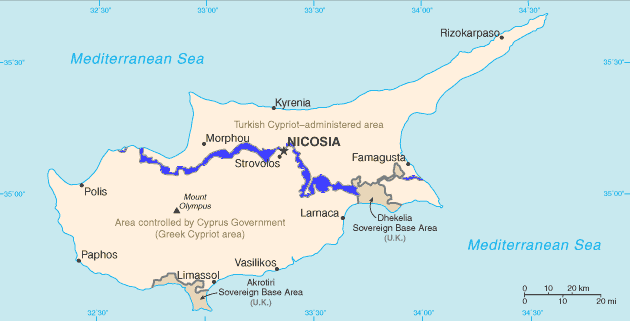
Mapa de la zona coixí actual de Xipre

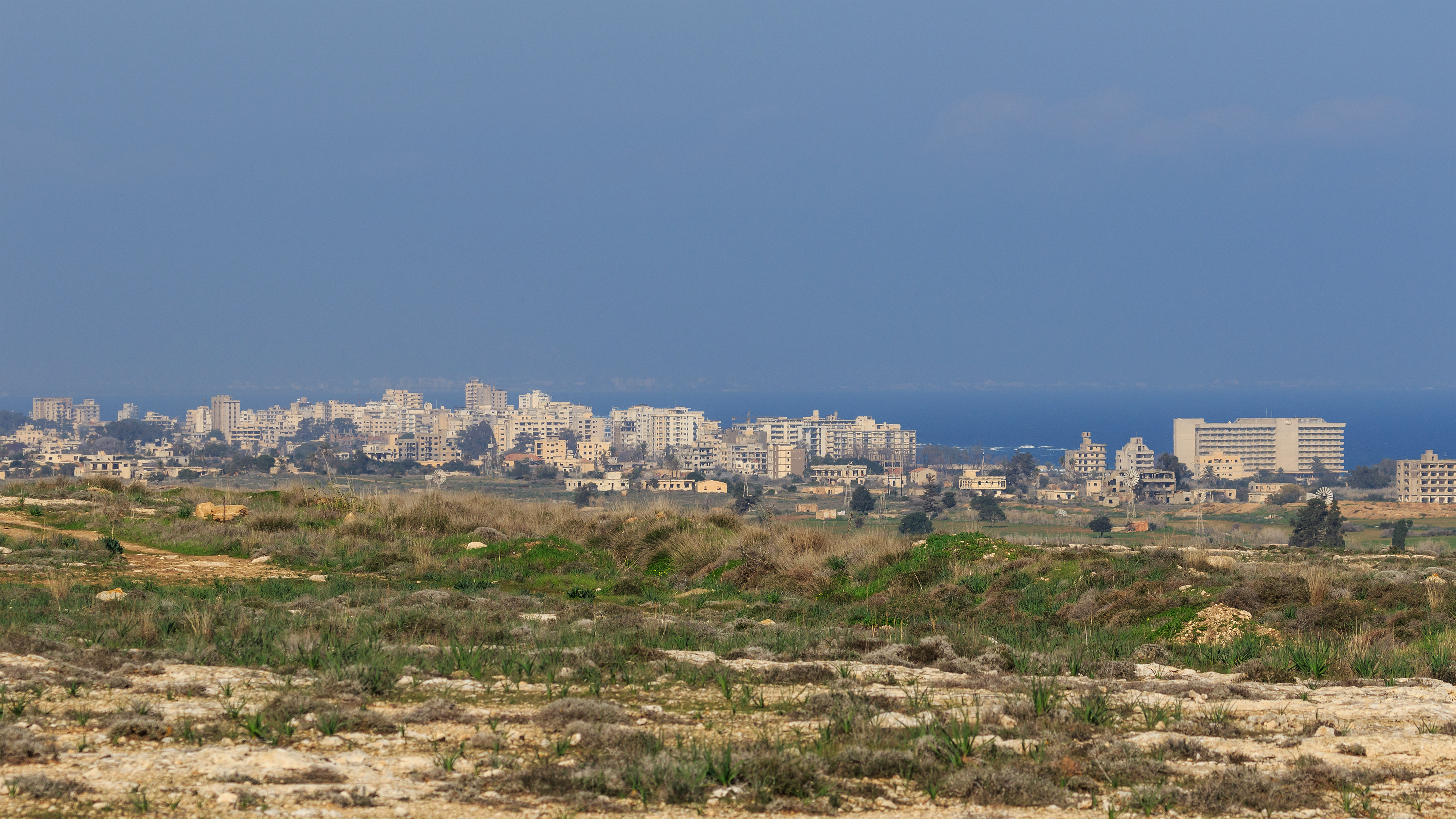
Vista de la zona coixí de Xipre entre Paralimni i Famagusta, amb la ciutat fantasma de Varosha al fons

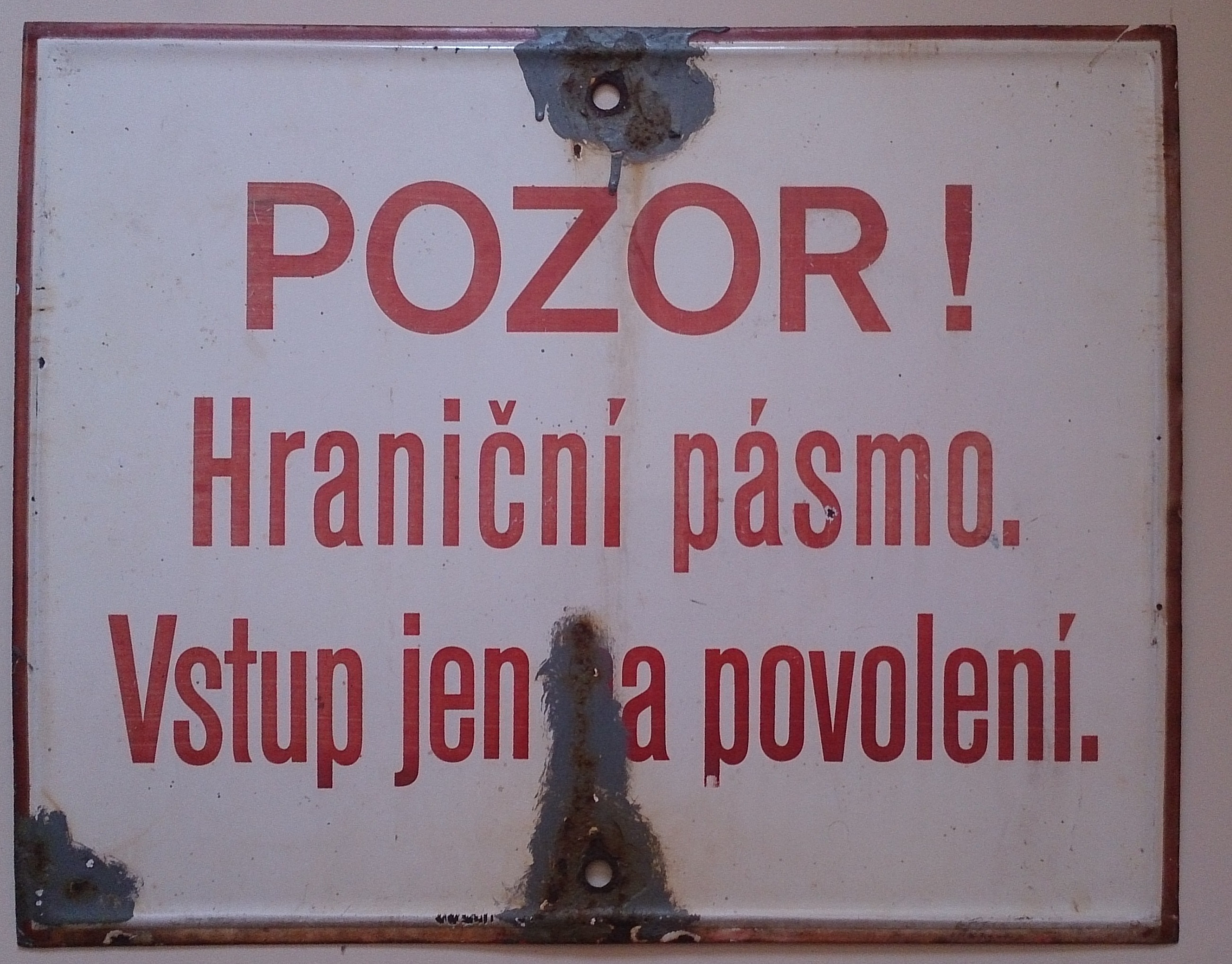
Cartell txecoslovac que al començament dels anys vuitanta informava de l'entrada a la zona fronterera. El rètol diu: "ATENCIÓ! Zona fronterera. Només es permet l'entrada amb autorització."

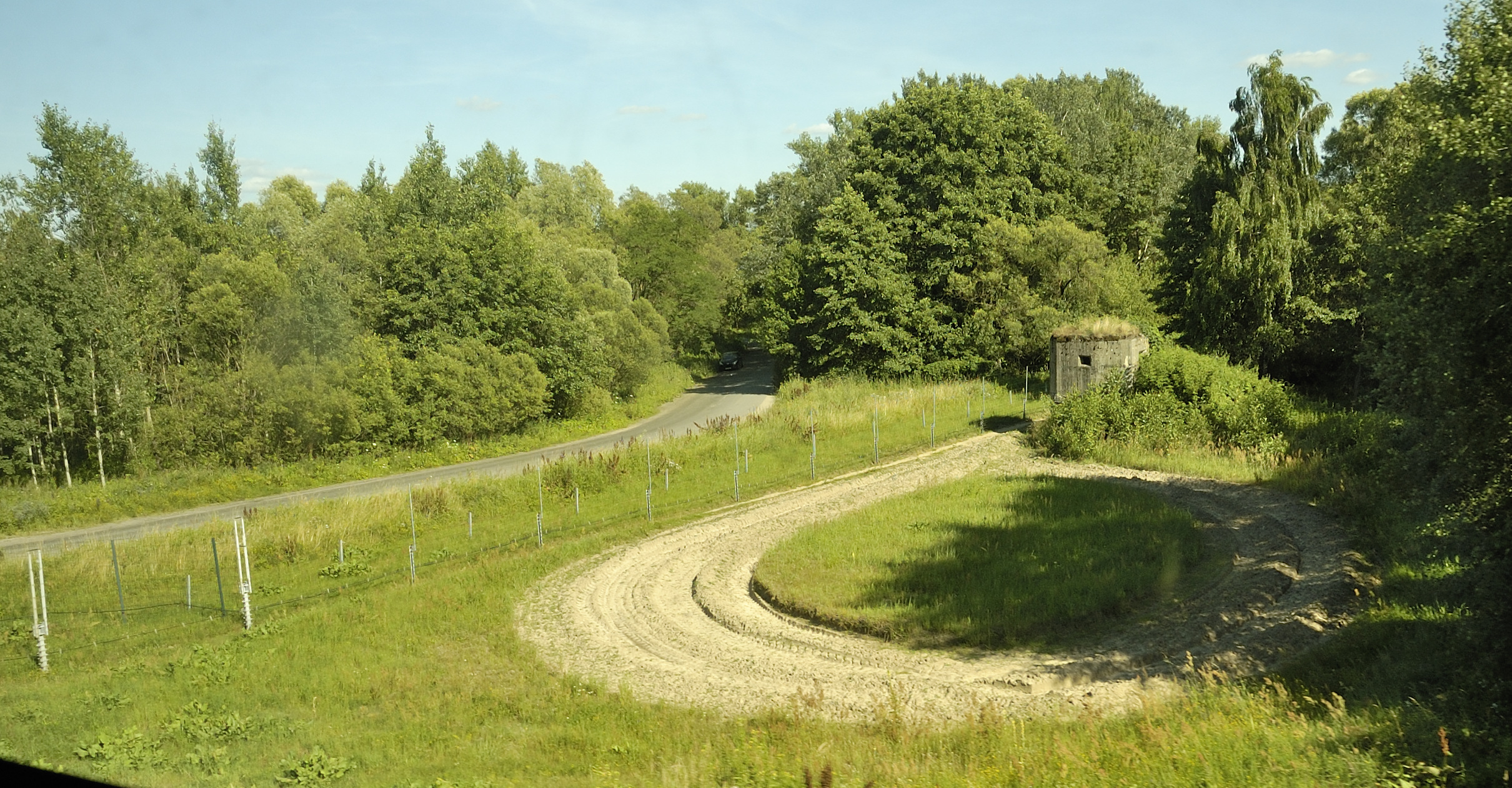
Zona coixí moderna a Brest amb una tanca elèctrica de seguretat, una rasa de control llaurada i un búnquer.

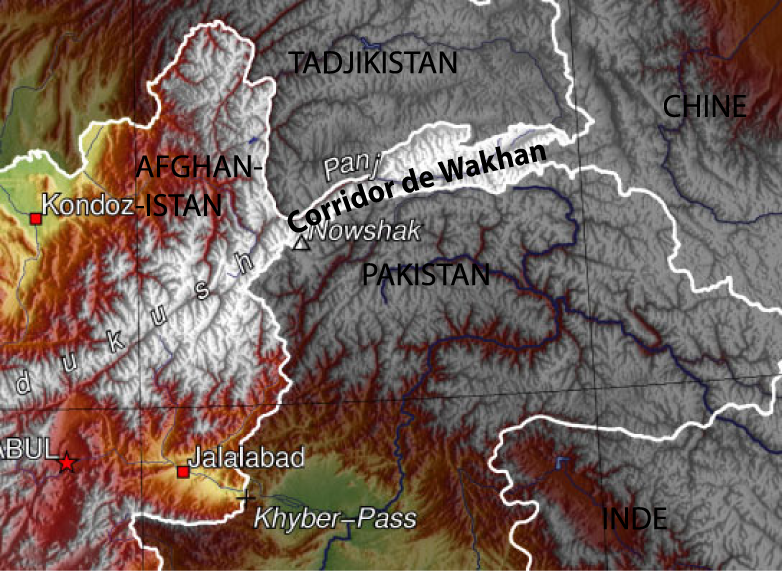
El Corredor de Wakhan antigament formava un coixí entre l'Imperi Rus i l'Índia britànica (en aquest mapa modern, Tadjikistan i Pakistan).

Una zona coixí generalment és una zona que es troba entre dues o més àrees, de vegades països, però segons el tipus pot servir per separar regions o unir-les. Les zones coixí més habituals són les desmilitaritzades, frontereres, amb restriccions i cinturons verds. Si aquestes zones estan integrades per un estat sobirà es diu que formen un estat coixí.
Les zones coixí tenen diverses finalitats, polítiques o d'altres. Es poden configurar per prevenir la violència, protegir el medi ambient, protegir zones residencials i comercials d'accidents industrials o desastres naturals, o aïllar presons entre altres usos. Acostumen a ser grans regions deshabitades.

## Conservació
Per a la conservació de la natura, sovint es crea una zona coixí per millorar la protecció de les àrees gestionades per la seva importància en la biodiversitat. La zona coixí d'una àrea protegida es pot situar a la perifèria de la regió o pot ser una zona de connexió que uneixi dues o més àrees protegides, augmentant així la seva dinàmica i la seva conservació. Una zona coixí també pot ser una de les categories d'àrea protegida (per exemple, les categories V o VI de l'Àrea Protegida de la UICN) o un esquema de classificació (per exemple. NATURA 2000) en funció de l'objectiu de conservació. El terme "zona coixí" inicialment va guanyar protagonisme en la conservació del patrimoni natural i cultural a través del seu ús per part de la Unesco, i tenia aquest significat: 
| « | Una zona coixí serveix per proporcionar una capa addicional de protecció a un indret Patrimoni de la Humanitat. El concepte de zona coixí es va incloure per primera vegada a les ' Directrius operacionals per a la implementació de la Convenció del Patrimoni de la Humanitat el 1977. A la versió més actual de les Directrius operatives de 2005 es va incloure la ferma recomanació, però no obligació, que els llocs de la llista del patrimoni mundial tinguessin una zona coixí. | » |

- Convenció del Patrimoni de la Humanitat
La zona coixí és una de les millors pràctiques de gestió (BMP). Una zona coixí està destinada a evitar l'efecte d'influències ambientals o humanes negatives, tant si incorpora un gran valor natural o cultural com si no ho fa. La importància i la funció d'una zona coixí i les mesures de protecció necessàries derivades són un concepte relativament nou en la ciència de la conservació i poden diferir molt per a cada lloc.

## Funcions ecològiques

### Millora la qualitat de l'aigua
Les zones coixí demostren que la qualitat de les aigües superficials a molts països empitjora perquè els humans no utilitzen la terra adequadament. Tot i que la zona coixí ocupa una petita superfície, millora considerablement la qualitat de l'aigua a la conca agrícola a causa del seu efecte de filtratge sobre els nutrients de l'aigua subterrània i de les aigües superficials.
Com que les terres de cultiu són ruixades amb grans quantitats de pesticides, alguns poden filtrar-se a l'aigua superficial. Aquest fet té un impacte negatiu en els peixos i la vida aquàtica que pot provocar danys ambientals. El coixí de vegetació s'ha demostrat que és un filtre eficaç per als sediments, especialment per als pesticides lligats a sediments. Quan els pesticides són ruixats en excés, es pot crear un amortidor de vegetació per reduir la penetració de pesticides a les aigües superficials. La zona coixí també impedeix que els metalls pesants o les toxines es propaguin a zones protegides.

### Estabilitzar els rius
Quan les ribes dels rius són baixes, com que l'arrel dels vegetals pot entrar a l'interior de la riba verticalment, el sediment de la riba del riu es veu afectat per l'acció de l'arrel vegetal, i la capacitat de resistir l'erosió és superior a quan no hi ha arrels vegetals. Però quan les ribes són més elevades, les arrels de les plantes no penetren profundament al sòl, i el sòl de la riba no és gaire fort. Les plantes herbàcies poden tenir un paper fins a cert punt, però a llarg termini, la zona coixí de la vegetació pot solucionar eficaçment el problema de l'augment del nivell i erosió de l'aigua.
La capacitat d'absorció de la zona coixí pot reduir la permeabilitat de la superfície i augmentar el contingut de sals minerals en l'aigua. Amb més matèria orgànica del sòl i una millor estructura del sòl, es millora el rendiment d'emmagatzematge d'aigua del sòl. A més, les arrels vegetals fan que el sòl sigui més fort, resisteixi onades i tempestes de pluja, mitigi l'erosió de les ribes dels rius per inundacions i controli eficaçment l'erosió de la platja.

### Aliment per la vida salvatge
Les zones coixí riparianes s'han utilitzat en moltes zones per protegir els hàbitats de molts animals que estan en declivi per l'augment de l'activitat humana. Les zones al voltant de la zona coixí poden formar l'hàbitat de molts animals, les parts llenyoses i les fulles de les plantes poden convertir-se en aliment per a petits animals aquàtics. La zona coixí en si també pot suportar les activitats de la vida de diversos amfibis i aus. Les plantes i els animals poden migrar o estendre's com a resposta a aquestes zones coixí i augmentar la biodiversitat de la zona.
Un estudi demostra que les espècies i el nombre d'animals i plantes de zones ripàries són més elevats que en altres ecosistemes. A causa de la seva capacitat per proporcionar aigua abundant, sòl suau i clima estable, petits animals com Myotis i Martes prefereixen viure al llarg de les ribes del riu en lloc de les zones muntanyoses. La zona coixí també pot proporcionar un bon ambient per a l'hàbitat muntanyenc, que s'ajusta a les condicions de vida de les tortugues d'aigua dolça, fent-les més dependents del medi humit. El nivell de protecció de les zones coixí afectarà la gamma d'hàbitats d'amfibis i rèptils, i és extremadament important la gestió ambiental de l'hàbitat de les zones humides al voltant de la zona coixí.

### Valor estètic
Com a part important de les zona de ribera, les zones de vegetació coixí formen una gran varietat de paisatges i el patró de combinació de terra i aigua millora el valor estètic del paisatge de la conca fluvial. El coixí ripari és ric en recursos vegetals i l'ecosistema de zones humides, de pastures i boscos fa que el paisatge sigui més bonic. A més, es poden construir algunes instal·lacions lúdiques a la zona coixí per proporcionar millors condicions de vida als residents o turistes i millorar la qualitat de vida de les persones.
A la zona coixí, aquells arbres de fins a 6 metres d'alçada milloren molt el valor estètic del paisatge. Aquests arbres alts tenen branques i fulles luxoses, especialment la seva posició vertical, dontant-los d'un valor ornamental més elevat. Es poden plantar algunes espècies d'arbres de paisatge de colors a banda i banda dels rius amb valor turístic i turístic per millorar el valor estètic del lloc. L'establiment d'una zona coixí de vegetació pot augmentar el terreny verd, millorar la cobertura forestal, embellir l'entorn i l'efecte visual, millorar el medi de vida de les persones, enriquir el paisatge humanístic i millorar el valor estètic. hem de fer una crida a la gent per prestar atenció a la importància de la zona coixí, animar els residents locals a participar en la protecció i la gestió de la zona coixí i establir punts de control al voltant de la zona coixí per tal que sigui més segura i eficaç.